# Biela (biflöde till Elbe)
Biela (tjeckiska: Bělá) är ett vattendrag i nordvästra Tjeckien (regionen Ústí nad Labem) och östra Tyskland (Sachsen), ett biflöde till Elbe.